# Sahiwal (Sargodha)
Pour les articles homonymes, voir Sahiwal.
Sahiwal est une ville pakistanaise, située dans le district de Sargodha dans le nord de la province du Pendjab. Elle est la capitale du tehsil du même nom.
Elle a pour homonyme la ville de Sahiwal dans le district du même nom.
La population de la ville a été multipliée par plus de deux entre 1972 et 2017, passant de 19 988 habitants à 48 453. Entre 1998 et 2017, la croissance annuelle moyenne s'affiche à 2,2 %, un peu inférieure à la moyenne nationale de 2,4 %. Selon le recensement de 2023, la population de la ville monte à 57 374 habitants.
|            | 1972 (rec.) | 1981 (rec.) | 1998 (rec.) | 2017 (rec.) | 2023 (rec.) |
| ---------- | ----------- | ----------- | ----------- | ----------- | ----------- |
| Population | 19 988      | 21 231      | 32 019      | 48 453      | 57 374      |